# بيدرو سانتانا
بيدرو سانتانا (بالإسبانية: Pedro Santana Familia) (و. 1801 – 1864 م) هو سياسي من جمهورية الدومينيكان ولد في هنش.